# Mini Estadi
Mini Estadi was een voetbalstadion van FC Barcelona gevestigd in de Spaanse stad Barcelona. Het stadion met 15.276 plaatsen lag tegenover Camp Nou en werd gebruikt door de lagere elftallen van de club, zoals Barça Atlètic. Ook interlands van Andorra tegen teams werden in het Mini Estadi gespeeld, zoals tweemaal het geval was tegen het Nederlands voetbalelftal. Het stadion werd in 2019 gesloten en vervangen door het Estadi Johan Cruyff. In 2020 werd het stadion afgebroken en sindsdien wordt de plek waar het stadion stond gebruikt voor Espai Barça.

## Geschiedenis
Het stadion was de thuisbasis van FC Barcelona B, het reserveteam van de beroemde Catalaanse club, totdat ze voor het seizoen 2019-2020 verhuisden naar het Estadi Johan Cruyff in het Ciutat Esportiva Joan Gamper sportcomplex.
Het stadion was ook de thuisbasis van FC Barcelona C, totdat dit elftal in juli 2007 werd opgeheven. Daarnaast was het de thuisbasis van de Barcelona Dragons, een Americanfootballteam dat deelnaam aan de NFL Europa-competitie, totdat zij in 2003 werden opgeheven.
Het Mini Estadi werd af en toe gebruikt door het nationale team van Andorra. Als onderdeel van het Espai Barça-project werd het stadion aan het einde van het seizoen 2018-2019 gesloopt, na de opening van het Estadi Johan Cruyff, om plaats te maken voor het Nou Palau Blaugrana. Het nieuwe Estadi Johan Cruyff, gebouwd op de campus van Ciutat Esportiva Joan Gamper, zal dienen als de nieuwe thuisbasis voor de reserve- en vrouwenteams van Barcelona.

## Concerten
Bob Dylan trad hier op met Carlos Santana op 28 juni 1984 tijdens zijn Europese tournee van 1984, Queen gaf een concert tijdens hun Magic Tour op 1 augustus 1986, David Bowie trad op twee opeenvolgende avonden op tijdens zijn Glass Spider Tour op 7 en 8 juli 1987, en Elton John trad op tijdens zijn One Tour op 21 juli 1992, waarbij het concert werd opgenomen en uitgebracht op VHS en DVD.

## Interlands
| № | Datum            | Wedstrijd           | Uitslag | Competitie      |
| - | ---------------- | ------------------- | ------- | --------------- |
| 1 | 24 maart 2001    | Andorra – Nederland | 0 – 5   | WK-kwalificatie |
| 2 | 28 maart 2001    | Andorra – Ierland   | 0 – 3   | WK-kwalificatie |
| 3 | 17 november 2004 | Andorra – Nederland | 0 – 3   | WK-kwalificatie |
| 4 | 13 november 2005 | Ecuador – Polen     | 0 – 3   | Oefeninterland  |
| 5 | 14 augustus 2013 | Colombia – Servië   | 1 – 0   | Oefeninterland  |